# Hydroporus neclae
Hydroporus neclae är en skalbaggsart som beskrevs av Erman och Hans Fery 2006. Hydroporus neclae ingår i släktet Hydroporus och familjen dykare. Inga underarter finns listade i Catalogue of Life.